# Store Hallegård
Store Hallegård matr. 1a mfl. hovedejerlavet Olsker. Gården er en af de oprindelige 17 proprietærgårde på Bornholm.  
Gårdens status som proprietærgård stammer fra gårdens adelige ejere (K(j)øller, Uf og Maccabæus). Pga. deres position er gården ved den bornholmske gårdregistrering år 1616 på 12 tdr. hartkorn. Familien Uf havde St. Hallegård som sædegård med 17-20 fæstegårde over hele øen, i alt ca. 900 ha. 
2018: 82 ha, heraf  53 ha med betalingsrettigheder (=ager).  [kilde mangler]
Ordet "halle" betyder synlig flad klippe, som den kan ses i de bornholmske "løkker" = kreaturfolde. Det samme ord er at finde i helle(ristninger)[kilde mangler].

## Ejerliste
| Årstal    | Ejer                                                                                   |
| --------- | -------------------------------------------------------------------------------------- |
| 1548-1582 | Frimand Christen Clausen Køller / Margrethe Mogensdatter Uf                            |
| 1582-1608 | Margrethe Mogensdatter Uf                                                              |
| 1608-1628 | Frimand Christen Clausen Kjøller (jr.)                                                 |
| 1628-1632 | Frimand Jacob Køller / Marie Bendtsdatter v. Raden                                     |
| 1632-1671 | Marie Bendtsdatter v. Raden / Frimand Chr. Maccabæus Sn. / Chr. Maccabæus jr.          |
| 1671-1674 | Landsdommer Mathias Rasch / Kirstine Madsdatter                                        |
| 1674-1693 | Generalløjtnant, kommandør Hans Schrøder Løvenhielm / Bertha v. Ahlefeldt              |
| 1693-1725 | Niels Jørgensen / Kirstine Christiansdatter                                            |
| 1725-1738 | Agnethe Sode / Anders Pedersen                                                         |
| 1739-1760 | Christoffer Hansen / Ingeborg Nielsdatter (Sidste familie med privilegier)             |
| 1760-1777 | Christian Hansen / Martha Margrethe Nielsdatter                                        |
| 1777-1787 | Hans Conrad Christensen / Magdalene Monsdatter                                         |
| 1787-1798 | Hans Conrad Christensen / Anne Marie Madsdatter Kofoed                                 |
| 1798-1829 | Anne Marie Madsdatter Kofoed / Anders Rømer                                            |
| 1829-1837 | Peder Kofoed Andersen Rømer / Karen Margrethe Ødbergsen Sommer                         |
| 1837-1843 | Peder Andersen Mouritzen Kjøller / Karen Kirstine Mortensdatter                        |
| 1843-1858 | Anders Christian / Kirstine Margrethe Hillebrand / Johanne Cathrine Hansdatter Thiesen |
| 1858-1879 | Andrea Kirstine Petrea Lind / Thor Jørgen Clausen Westh                                |
| 1879-1934 | Andrea Kirstine Petrea Lind / Lars Kristian Jensen                                     |
| 1934-1945 | Hedevig Amalie Jensen / Proprietær (Karl)Johannes Funch                                |
| 1945-1959 | Proprietær Richard Funch / Annie Petersen                                              |
| 1959-1972 | Proprietær Osvald Jørgensen / Minna Jørgensen                                          |
| 1972-1981 | Skibsmægler Torben Deleuran / Tina Deleuran                                            |
| 1981-1993 | Gdr. Stefan Marinus Mortensen / Runa L. Mortensen / Hanne Strøby                       |
| 1993-     | Ing. Mikkel Mortensen / Anja K Nielsen                                                 |

55°13′38.67″N 14°49′23.20″Ø / 55.2274083°N 14.8231111°Ø